# Efeito Nova Zembla

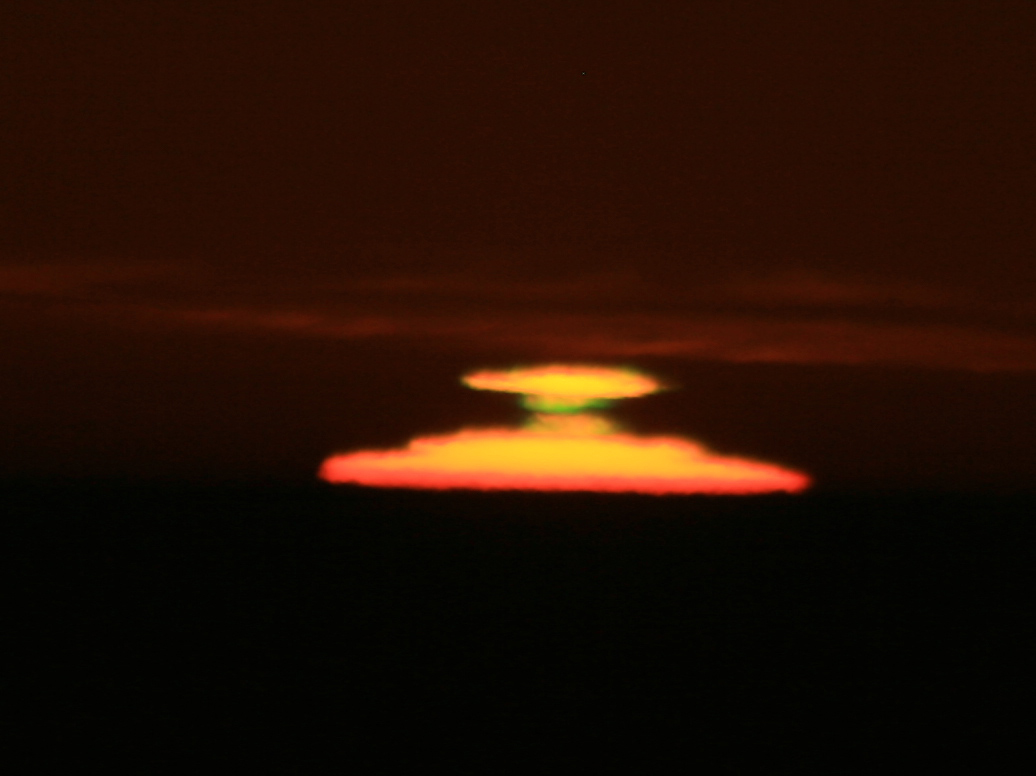
O efeito da nova zembla: uma imagem distorcida devido à miragem. Também é visível o Brilho Verde.

O  efeito Nova Zembla é uma miragem polar causada pela alta refração da luz solar entre termoclinas atmosféricas. O efeito da Nova Zembla dará a impressão de que o sol está nascendo mais cedo do que deveria (astronomicamente falando). Dependendo da situação meteorologica, o efeito vai apresentar o sol como uma linha ou um quadrado (que é por vezes referido como o "sol retangular"), composto por formas de ampulhetas achatadas. A miragem requer raios de luz solar para ter uma camada de inversão por centenas de quilômetros (pelo menos 400 km), e também depende da camada de inversão do gradiente de temperatura. A luz do sol se dobra para atingir a curvatura da Terra, deslocando-se pelo menos 400 km, permitindo uma elevação de 5 graus que torna o disco solar visível.
A primeira pessoa a gravar o fenômeno foi Gerrit de Veer, um membro da terceira expedição de Willem Barentsz  para a região polar norte entre 1596-1597. Preso pelo gelo, o grupo foi obrigado a ficar para o inverno em um alojamento improvisado no arquipélago de Nova Zembla, e aguentar a noite polar. Em 24 de janeiro de 1597 De Veer e outro membro da tripulação afirmaram terem visto o Sol aparecer acima do horizonte, duas semanas antes de seu retorno calculado. Eles foram recebidos com descrença pelo resto da tripulação (que acusaram De Veer de ter usado o antigo calendário Juliano , em vez do calendário gregoriano, introduzido vários anos antes), mas em 27 de janeiro o Sol foi visto por todos em sua plenitude. Durante séculos o conto foi a fonte de ceticismo, até que no século XX o fenômeno finalmente provou ser verdadeiro.